# Блудницыно
Блудницыно — деревня в Шуйском районе Ивановской области России. Входит в состав Васильевского сельского поселения.

## История
Деревня впервые упоминается в писцовой книге Матницкого стана Суздальского уезда 1627/28—1629/30 гг. До революции основным занятием населения был кузнечный промысел (в середине 19 века в деревне насчитывалось 5 кузниц).

## География
Деревня находится в центральной части Ивановской области, в зоне хвойно-широколиственных лесов, к западу от автодороги 24К-111, на расстоянии примерно 18 километров (по прямой) к северо-востоку от города Шуи, административного центра района. Абсолютная высота — 114 метров над уровнем моря.

### Климат
Климат характеризуется как умеренно континентальный, с умеренно холодной многоснежной зимой и относительно тёплым влажным летом. Среднегодовая температура воздуха — 3,3 °C. Средняя температура воздуха самого холодного месяца (января) — −11,6 °C (абсолютный минимум — −46 °C), средняя температура самого тёплого (июля) — 18,5 °С (абсолютный максимум — 38 °С). Безморозный период длится около 133 дней. Годовое количество атмосферных осадков составляет 744 мм, из которых большая часть выпадает в тёплый период.

### Часовой пояс
Деревня Блудницыно, как и вся Ивановская область, находится в часовой зоне МСК (московское время). Смещение применяемого времени относительно UTC составляет +3:00.

## Население
| 1859 | 1905 | 2010 |
| ---- | ---- | ---- |
| 148  | ↘74  | ↘4   |

### Национальный состав
Согласно результатам переписи 2002 года, в национальной структуре населения русские составляли 100 % из 6 чел.

## Известные люди, связанные с деревней
Рожков Вячеслав Зиновьевич (1924 – 2002) - художник, член Белорусского союза художников, уроженец деревни. Работы художника находятся в Национальном художественном музее Республики Беларусь (Минск), Государственном Русском музее (Санкт-Петербург, Россия), Государственном художественном музее Алтайского края (Барнаул, Россия), Загорском государственном историко-художественном музее-заповеднике (Загорск, Россия), Государственном музее палехского искусства (Палех, Россия).